# Aspria Tennis Cup 2009
La Aspria Tennis Cup 2009, nota anche come Zenith Tennis Cup, è stata un torneo professionistico di tennis maschile giocato sulla terra rossa, che faceva parte dell'ATP Challenger Tour 2009. Si è giocato a Milano in Italia dal 15 al 21 giugno 2009.

## Partecipanti

### Teste di serie
| Nazionalità | Giocatore         | Ranking* | Testa di serie |
| ----------- | ----------------- | -------- | -------------- |
| Cile        | Nicolás Massú     | 106      | 1              |
| Stati Uniti | Wayne Odesnik     | 112      | 2              |
| Francia     | Mathieu Montcourt | 115      | 3              |
| Argentina   | Agustín Calleri   | 148      | 4              |
| Italia      | Filippo Volandri  | 149      | 5              |
| Germania    | Denis Gremelmayr  | 153      | 6              |
| Kazakistan  | Jurij Ščukin      | 175      | 7              |
| Italia      | Alessio Di Mauro  | 183      | 8              |

- Ranking al 25 maggio 2009.

### Altri partecipanti
Giocatori che hanno ricevuto una wild card:
- Daniele Bracciali
- Fabio Colangelo
- Gianluca Naso
- Mariano Zabaleta

Giocatori passati dalle qualificazioni:
- Francesco Aldi
- Federico Delbonis
- Francesco Piccari
- Walter Trusendi

## Campioni

### Singolare
Alessio Di Mauro ha battuto in finale  Vincent Millot con il punteggio di 6–4, 7–6(3)

### Doppio
Yves Allegro /  Daniele Bracciali hanno battuto in finale  Manuel Jorquera /  Francesco Piccari, 6–4, 6–2